# Asdrúbal António de Aguiar
Asdrúbal António de Aguiar (Lisboa, 1883 — Lisboa, 28 de novembro de 1961) foi um médico e professor de medicina, docente da Faculdade de Medicina da Universidade de Lisboa e director do Instituto de Medicina Legal, que se especializou em medicina legal e foi um dos pioneiros da sexologia em Portugal. É autor de diversas obras sobre sexologia e medicina legal.